# Siphlonurus barbaroides
Siphlonurus barbaroides is een haft uit de familie Siphlonuridae. De wetenschappelijke naam van de soort is voor het eerst geldig gepubliceerd in 1929 door McDunnough.
De soort komt voor in het Nearctisch gebied.